# Vincenzo Scamozzi
Vincenzo Scamozzi, italijanski arhitekt in pisec, * 2. september 1548, Vicenza, † 7. avgust 1616, Benetke.
Vincenzo Scamozzi je bil italijanski arhitekt in arhitekturni teoretik. V  drugi polovici 16. stoletja je deloval predvsem v Vicenzi in na območju Benetk. Njegov vzornik je bil Andrea Palladio. Po njegovi smrti leta 1580 je podedoval njegove nedokončane projekte. Scamozzijev edini učenec je bil Baldassarre Longhena. Je zelo pomembna osebnost beneške arhitekture, ki povezuje Palladia in Longheno.
Velik Palladijev projekt, ki ga je Scamozzi nasledil že med gradnjo, je bil Olimpijsko gledališče v Vicenzi, ki ga je Palladio zasnoval v zadnjih mesecih svojega življenja.

## Življenjepis
Scamozzi se je rodil v Vicenzi. Njegov oče je bil geodet in gradbenik Gian Domenico Scamozzi in tudi njegov prvi učitelj. Navdušil ga je za teoretična načela Sebastiana Serlia. Vincenzo se je od 1579 do 1580 izobraževal v Rimu, leta 1581 pa se je preselil v Benetke. Leta 1600 je obiskal Francijo in naredil veliko skic francoske arhitekture ter zapisoval svoje vtise, kar je izšlo leta 1959.  Znano je, da je Scamozzi uresničil nedokončane projekte Andrea Palladia po njegovi smrti leta 1580 in jim dal popolno obliko.

## Zamisel obče arhitekture
Scamozzijev vpliv se je širil posebej z razpravami v dveh knjigah  Zamisel obče arhitekture (L'idea dell'Architettura Universale), ki je eno zadnjih renesančnih del, ki se ukvarja s teorijo arhitekture.  Prvič je bila objavljena z ilustracijami v lesorezu v Benetkah leta 1615. Njegovo drugo teoretično delo so bila razmišljanja o Vitruviju, ki jih je uvrstil v svojo knjigo Daniela Barbara leta 1556 s Palladijevimi ilustracijami . V tej knjigi so bila objavljena tudi razmišljanja o vprašanjih gradnje. Tedaj so bile take razprave priljubljene in so pripomogle k uveljavljanju avtorja. Scamozzi se je zavedal pomembnosti javnega mnenja, ki se je širilo po uveljavljenih poteh trgovine s knjigami. Zato je v razprave vključil svoje številne tlorise in pročelja, ki so bila zgrajena, in tista, ki bi morala bita zgrajena, ter idealizirane projekte.
Njegova prva knjiga z naslovom Razgovori o rimski antiki (Discorsi sopra L'antichita di Roma, Benetke: Ziletti, 1583) je bila napisana hitro skupaj s komentarji o ruševinah v Rimu, zbranih "v nekaj dneh". Glede na njegov predgovor so bile slike že prej objavljene. Več kot polovica je bila kopirana iz knjige, ki jo je objavil slikar Hieronymus Cock v Antwerpnu leta 1551. 
Njegova glavna knjiga je izšla eno leto pred njegovo smrtjo in je bilo prepozno, da bi vplivala na njegov uspeh. Scamozzijevo delo je bilo vir za novopaladijsko arhitekturo, kot jo je opredelil Inigo Jones, angleški arhitekt (1573—1652), privrženec Andree Palladia. Rudolf Wittkower (zgodovinar) ga je imel za "intelektualnega očeta neoklasicizma". 

## Markov trg
Scamozzi se je preselil v Benetke leta 1581. Povabili so ga, da bi oblikoval palačo Nova prokuratura (Procuratie Nuove) na trgu svetega Marka. V njej so bila uradna stanovanja za prokuratorje. Palača nadaljuje končno pročelje Sansovinove knjižnice z arkadnim pritličjem in okni z loki v prvem nadstropju, v nadstropju pa je zagotovil možnosti za namestitve. Pri uresničevanju te zasnove je Scamozzi prilagodil zavrnjen Palladijev projekt za preoblikovanje fasade Doževe palače s stebriči, ki obkrožajo okna, da bi podprli izmenične trikotne in obokane pedimente, na katere je Scamozzi dodal naslonjene figure, da bi uravnotežil bogastvo Sansovinovega dekoriranja spodnjega nadstropja. Enajst novih obokov tega projekta je bilo dokončanih, kasneje pa jih je razširil Baldassare Longhena (edini Scamozzijev učenec), ki je zapolnil celoten južni del trga.

## Dela
Vsa dela, razen enega, so na ozemlju Beneške republike.
- 1568–1575: Vila Girolama Ferramosche, Barbano di Grisignano di Zocco (pokrajina Vicenza) (z Gianom Domenicom Scamozzijem)
- 1569: Palača Godi, Vicenza (projekt je bil kasneje spremenjen)
- 1572–1593: Palača Thiene Bonin Longare, Vicenza (prenovljen prvotni Palladijev projekt)
- 1574–1615: Vila Leonarda Verlata, Villaverla (Vicenza)
- 1575: Palača Caldogno, Vicenza
- 1575–1578: Rocca Pisana (vila Vettorja Pisanija), Lonigo (Vicenza)
- 1576–1579: Trissino-Trento (palača Pierfrancesa Trissina), Vicenza (z Gianom Domenicom Scamozzijem)
- 1580: Vila Francesca Priulija, Treville v Castelfrancu Venetu (pokrajina Treviso) (severno krilo)
- 1580–1584: Vila Nani Mocenigo, Canda (pokrajina Rovigo)
- 1580–1592: Vila Capra "La Rotonda", blizu Vicenze (končal je Palladijevo gradnjo za Maria Capra, dodan je hlev, ki ni bil končan do 1620)
- 1581–1586: Cerkev svetega Kajetana, Thiene, Padova
- 1581–1599: Nova prokuratura, trg svetega Marka, Benetke (notranje oblikovanje Francesca Smeraldija, ki ga je leta 1663 dokončal Longhena)
- 1582: Palača Cividale, Vicenza [pripisana]
- 1582–1591: Knjižnica svetega Marka, Benetke (oblikovanje je dokončal Jacopo Sansovino)
- 1584–1585: Olimpijsko gledališče, Vicenza (preureditev gradnje, ki jo je oblikoval Andrea Palladio, lesena scena)
- 1587–1596: Knjižnica svetega Marka, Benetke (preddverje, Antisala)
- 1588: Vila Cornaro, Poisolo, Treville di Castelfranco Veneto (Treviso) (rekonstrukcija)
- 1588-1590: Teatro all'antica za vojvodo Vespazijana I. Gonzago, Sabbioneta (pokrajina Mantova)
- 1590: Vila Contarini za Girolama Contarinija, Loreggia (Padova) (spremenjena konstrukcija)
- 1590–1595: Cerkev svetega Nikolaja Tolentinskega, Benetke
- 1591–1594: Samostan in cerkev svetega Kajetana Tienskega, Padova
- 1591–1595: Vila Cornaro za Girolama Cornara, Piombino Dese (pokrajina Padova) (dokončanje) [pripisana]
- 1591–1597: Vila Duodo in kapela svetega Jurija, Monselice (Padova)
- 1592–1616: Palača Trissino na korzu, Vicenza
- 1594–1600: Vila Bardellini, Monfumo (Treviso), porušena
- 1596: Villa Girolamo Ferrettija ob reki Brenta, Sambruson del Dolo (Benetke); hiša A. Everetta Austina v Hartfordu, Connecticut, ZDA, je posnetek Vile Ferreti [9]
- 1596–1597: Vila Cornaro za Girolama Cornara, Piombino Dese (Padova) (dodan hlev)

- 1597: Vila Molin, Mandria, (Padova)
- 1597: Vila Priuli, Carrara (Padova)
- 1597–1598: Vila Godi, Sarmego di Grumolo delle Abbadesse (Vicenza)
- 1601: Palazzo del Bò, Padova (univerzitetno pročelje)
- 1601–1606: San Giacomo di Rialto, Benetke (oltar Scuola degli Orefici; z Girolamom Campagno)
- 1601–1636: San Lazzaro dei Mendicanti, cerkev in bolnišnica, Benetke
- 1604–1612: Stolnica svetega Ruperta in Virgila, Salzburg, Avstrija (projekt; 1614–28 jo je končal Santina Solaria)
- 1605: Bazilika svetega Janeza in Pavla, Benetke (vrata zakristije; Alessandro Vittoria)
- 1605–1616: Vila Duodo, Monselice (Padova) (šest kapel, via Romana)
- 1607–1611: San Giorgio Maggiore (cerkev), Benetke (dokončanje Palladijeve fasade)
- 1607–1616: Vila Cornaro al Paradiso, Benetke (dva paviljona)
- 1609: Vila Trevisan, San Donà ob Piavi
- 1609–1616: Palača Contarini detto degli Scrigni, Santrovaso ob Velikem kanalu (Canal Grande), Benetke
- 1610: Vila Contarini degli Scrigni detta Vigna Contarena (Este)
- 1614: Palača Loredan Vendramin Calergi, Benetke (vzhodno krilo; porušeno leta 1659 in obnovljeno leta 1660)